# Tháp Dubai Creek (Deira)
Tháp Dubai Creek (tiếng Ả Rập: برج خور دبي, burj khūr dubay) là một tòa nhà ở Dubai, Các Tiểu vương quốc Ả Rập Thống nhất. Nằm dọc theo nhánh sông Dubai, tháp Dubai Creek nằm ở phía Đông Dubai ở Deira. Tòa nhà được xây dựng vào năm 1995, là một phần của trung tâm thành phố Dubai cũ dọc theo nhánh sông Dubai và là tòa nhà cao thứ hai ở Dubai, tại thời điểm xây dựng (đứng sau Trung tâm Thương mại Thế giới Dubai). Từ Bur Dubai, tòa nhà xuất hiện ở bên phải tòa nhà Thương mại và Công nghiệp Dubai. Tháp Dubai Creek nằm ở Rigga Al Buteen.